# Jan Schneider (powstaniec)
Jan Schneider (ur. 1844, zm. ?) – podporucznik, weteran powstania styczniowego.

## Życiorys
Jako student wstąpił do Oddziału Apolinarego Kurowskiego, w którym walczył pod Miechowem. Następnie przeszedł do oddziału Mariana Langiewicza, pod którym walczył m.in. w bitwie pod Grochowiskami i bitwie pod Chroborzem. Następnie służył na Lubelszczyźnie w oddziale Tomasza Wierzbickiego, brał w nim udział w bitwie pod Polichną (18 lipca 1863). Na koniec powstania służył w oddziale Hermana Wagnera.
Po odzyskaniu przez Polskę niepodległości (1918) w okresie II Rzeczypospolitej został awansowany do stopnia podporucznika weterana Wojska Polskiego. W 1930 roku został odznaczony Krzyżem Niepodległości z Mieczami.